# الجلاوية
قرية الجلاوية هي إحدى القرى التابعة لمركز ساقلتة بمحافظة سوهاج في جمهورية مصر العربية. حسب إحصاءات سنة 2006، بلغ إجمالي السكان في الجلاوية 26939 نسمة، منهم 13926 رجل و13013 امرأة،